# Coppa Intercontinentale 1998 (hockey su pista)
La Coppa Intercontinentale 1998 è stata la 7ª edizione dell'omonima competizione di hockey su pista riservata alle squadre di club. Il torneo ha avuto luogo il 3 maggio 1998. Il trofeo è stato vinto dal Barcellona per la prima volta nella sua storia.

## Squadre partecipanti
| Nazione   | Club        | Qualificazione                                      | Partecipazioni precedenti (il grassetto indica la vittoria) |
| --------- | ----------- | --------------------------------------------------- | ----------------------------------------------------------- |
| Argentina | UV Trinidad | Detentore del South American Club Championship 1997 | 1985                                                        |
| Spagna    | Barcellona  | Detentore della Champions League 1996-1997          | 1983, 1985                                                  |

## Risultati
| Barcellona 3 maggio 1998 Finale | Barcellona | 13 – 1 | UV Trinidad | Palau Blaugrana |